# Christina Sahlberg
Eva Christina Elisabet Sahlberg, född 29 april 1969 i Ekerö församling i Stockholms län, är en svensk ekonom.
Christina Sahlberg, som är civilekonom, är sparekonom på Compricer och har skrivit två böcker inom privatekonomi. Hon förekommer i media som expert i privatekonomiska frågor och i poddradio som bland annat Sjunde AP-fondens Förvalt. År 2018 utnämndes hon till Årets Bankprofil av tidningen Privata Affärer.

## Biografi
Sahlberg, som är dotter till kulturgeografen Bengt W. Sahlberg och Elisabeth Sahlberg, har en mastersexamen i ekonomi från Stockholms universitet och en bachelorexamen i psykologi från Swinburne University of Technology.
Efter avlagd mastersexamen började Sahlberg som trainee på Telia och arbetade i några år med försäljningsansvar på bolagets storbolagsdel. Därefter gick hon över till Ericsson AB där hon arbetade med marknadsföring och marknadskommunikation innan hon flyttade till Australien för att ta bachelorexamen i psykologi. Där ägde och drev hon Nordic Avenue som importerade svenska produkter som såldes vidare till företag och konsumenter i Melbourne.
Sedan 2012 är Sahlberg sparekonom på Compricer. Hon har skrivit fyra böcker inom privatekonomi: Fixa din privatekonomi (2020-01-04) och Egen ekonomi (2021-01-20) på Roos & Tegnérs bokförlag. och Ekonomikalendern (2021-12-17) och Spara pengar (2023-06-13) på Polaris Fakta. 
Sahlberg är även medlem av tidningen Privata Affärers expertpanel.